# Silverthorn
Silverthorn is het tiende album van de Amerikaanse band Kamelot. Elize Ryd, Alissa White-Gluz en Eklipse hadden onder anderen een gastoptreden op dit album.

## Tracklist
Alle muziek en teksten zijn geschreven door Thomas Youngblood, Sascha Paeth, Oliver Palotai and Tommy Karevik, behalve "Falling Like the Fahrenheit" by Youngblood, Paeth, Palotai, Karevik and Bob Katsionis. 
| Nr. | Titel | Duur |
| --- | --- | ---- |
| 1.  | Manus Dei | 2:12 |
| 2.  | Sacrimony (Angel of Afterlife) (met Elize Ryd en Alissa White-Gluz)                                                             | 4:39 |
| 3.  | Ashes to Ashes | 3:58 |
| 4.  | Torn | 3:51 |
| 5.  | Song for Jolee | 4:33 |
| 6.  | Veritas (met Elize Ryd) | 4:35 |
| 7.  | My Confession | 4:34 |
| 8.  | Silverthorn | 4:52 |
| 9.  | Falling Like the Fahrenheit (met Elize Ryd)                                                                                     | 5:05 |
| 10. | Solitaire | 4:56 |
| 11. | Prodigal Son" - "Part I: Funerale" - "Part II: Burden of Shame (The Branding)" - "Part III: The Journey (met Alissa White-Gluz) | 8:52 |
| 12. | Continuum (stilte vanaf 1:53, cello solo vanaf 2:49)                                                                            | 4:17 |

| Nr. | Titel            | Duur |
| --- | ---------------- | ---- |
| 13. | Leaving Too Soon | 3:51 |

| Nr. | Titel                                                 | Duur |
| --- | ----------------------------------------------------- | ---- |
| 1.  | Manus Dei (Instrumentale versie)                      | 2:12 |
| 2.  | Sacrimony (Angel of Afterlife) (Instrumentale versie) | 4:39 |
| 3.  | Kismet (Instrumentale versie)                         | 1:41 |
| 4.  | Ashes to Ashes (Instrumentale versie)                 | 3:58 |
| 5.  | Torn (Instrumentale versie)                           | 3:51 |
| 6.  | Song for Jolee (Instrumentale versie)                 | 4:33 |
| 7.  | Veritas (Instrumentale versie)                        | 4:34 |
| 8.  | My Confession (Instrumentale versie)                  | 4:33 |
| 9.  | Silverthorn (Instrumentale versie)                    | 4:51 |
| 10. | Falling Like the Fahrenheit (Instrumentale versie)    | 5:06 |
| 11. | Solitaire (Instrumentale versie)                      | 4:56 |
| 12. | Prodigal Son (Instrumentale versie)                   | 8:52 |
| 13. | Continuum (Instrumentale versie)                      | 1:53 |
| 14. | Grace (met Apollo Papathanasio & Niclas Engelin)      | 3:24 |

## Personnel
Kamelot
- Tommy Karevik – zang
- Thomas Youngblood – gitaren
- Sean Tibbetts – basgitaar
- Oliver Palotai – toetsen, orkestraties
- Casey Grillo – drums

Gast-/sessiemusici
- Elize Ryd (Amaranthe) – zang op "Sacrimony (Angel of Afterlife)", "Veritas" en "Falling Like the Fahrenheit"
- Alissa White-Gluz (Arch Enemy) – grunts op "Sacrimony (Angel of Afterlife)" en zang op "Prodigal Son Part III: The Journey"
- Cinzia Rizzo - zang op "Continuum"
- Sascha Paeth – additionele gitaren op "Ashes to Ashes", additionele vocalen op "Ashes to Ashes"
- Miro – toetsen en orkestraties op "Sacrimony (Angel of Afterlife)" (met Oliver Palotai), "Ashes to Ashes", "Torn", "Falling Like the Fahrenheit" en "Solitaire", verbinding tussen "Manus Dei" en "Sacrimony (Angel of Afterlife)"
- Annelise Youngblood (dochter van KAMELOT-gitarist Thomas Youngblood) – kinderrijmpjes
- Silverthorn kinderkoor - Emilie Paeth, Noa Rizzo and Annelise Youngblood
- Silverthorn koor - Amanda Somerville, Elize Ryd, Robert Hunecke-Rizzo, Thomas Rettke, Simon Oberender, Cinzia Rizzo
- Luca Turilli – Latijns-consultant
- István Tamás – accordeon op "Veritas"
- Eklipse - strijkers op "Sacrimony (Angel of Afterlife)", "Falling Like the Fahrenheit" en "My Confession"; geproduceerd en opgenomen door Kai Schumacher & B-Ray bij LeFink Studios, Duisburg.[1]
- Apollo Papathanasio - zang op "Grace"
- Niclas Engelin - gitaar op "Grace"

Crew
- Sascha Paeth - producer, engineer, mixing
- Miro - producer, engineer
- Simon Oberender - engineer, mastering
- Olaf Reitmeier, Jim Morris, Michelle Holtkamp, Johan Larsson - engineers